# Pidoli Lombang
Pidoli Lombang is een bestuurslaag in het regentschap Mandailing Natal van de provincie Noord-Sumatra, Indonesië. Pidoli Lombang telt 4669 inwoners (volkstelling 2010).